# Marion Rungová
Marion Evi Rungová, provdaná Muncková (* 7. prosince 1945 Helsinky) je finská zpěvačka pop music.
Pochází z rodiny židovských přistěhovalců z Ruska (její matka Rosa Rungová byla také profesionální zpěvačkou). V roce 1961 vydala první singl a o rok později reprezentovala Finsko s písní „Tipi-tii“ na Eurovision Song Contest 1962, kde obsadila sedmé místo. Soutěže se zúčastnila také v roce 1973, kdy zpívala píseň „Tom Tom Tom“ a skončila na šestém místě. Vyhrála soutěž Zlatý Orfeus 1968, Festival v Sopotech 1974, Syksyn Sävel 1977 a Velkou cenu Intervize v roce 1980. V roce 2002 obdržela ocenění Iskelmä-Finlandia. Úspěšně vystupovala v televizi i v helsinském divadle Svenska Teatern. Jejím největším hitem byla coververze skladby „El Bimbo“ od francouzské skupiny Bimbo Jet, která se dostala do čela západoněmecké hitparády a získala platinovou desku. V jejím repertoáru jsou skladby ve finštině, švédštině, němčině, angličtině, jidiš i hebrejštině.